# Gustav Marcussen
Gustav Marcussen, né le 12 juin 1998 au Danemark, est un footballeur danois qui évolue au poste d'ailier gauche au FC Fredericia.

## Biographie

### Lyngby BK
Gustav Marcussen est formé par le Lyngby BK. Il découvre le monde professionnel avec ce club, jouant son premier match le 31 août 2016 contre le modeste club du Frederiksværk BoldKlub en coupe du Danemark. Il est titulaire ce jour-là et son équipe s'impose par trois buts à un. Le 23 décembre 2020 il signe son premier contrat professionnel avec la promesse d'être intégré au groupe professionnel à l'été prochain.
En juin 2019 il prolonge son contrat avec Lyngby jusqu'en 2021.

### KFC Uerdingen
Le 23 septembre 2020 Gustav Marcussen s'engage jusqu'en juin 2022 en faveur du KFC Uerdingen, club de troisième division allemande. Il joue son premier match sous ses nouvelles couleurs le 4 octobre 2020, lors d'une rencontre de championnat face au FC Hansa Rostock. Il est titulaire au poste d'ailier gauche et les deux équipes se neutralisent (0-0).

### Fremad Amager
Le 12 janvier 2022, Gustav Marcussen rejoint Fremad Amager. Il signe un contrat courant jusqu'en juin 2024.

### FC Fredericia
Le 4 juillet 2023, Gustav Marcussen s'engage en faveur du FC Fredericia. Il signe un contrat de trois ans, soit jusqu'en juin 2026.
Marcussen marque son premier but pour Fredericia le 18 août 2023, lors d'une rencontre de championnat face au B 93 Copenhague. Titulaire, il participe à la victoire de son équipe par cinq buts à zéro.

### En sélection nationale
Gustav Marcussen fête sa première sélection avec l'équipe du Danemark espoirs contre l'Autriche, le 22 mars 2018. Il entre en jeu à la place de Robert Skov lors de cette partie qui se solde par la large victoire du Danemark sur le score de cinq buts à zéro.